# Luis Bacalov

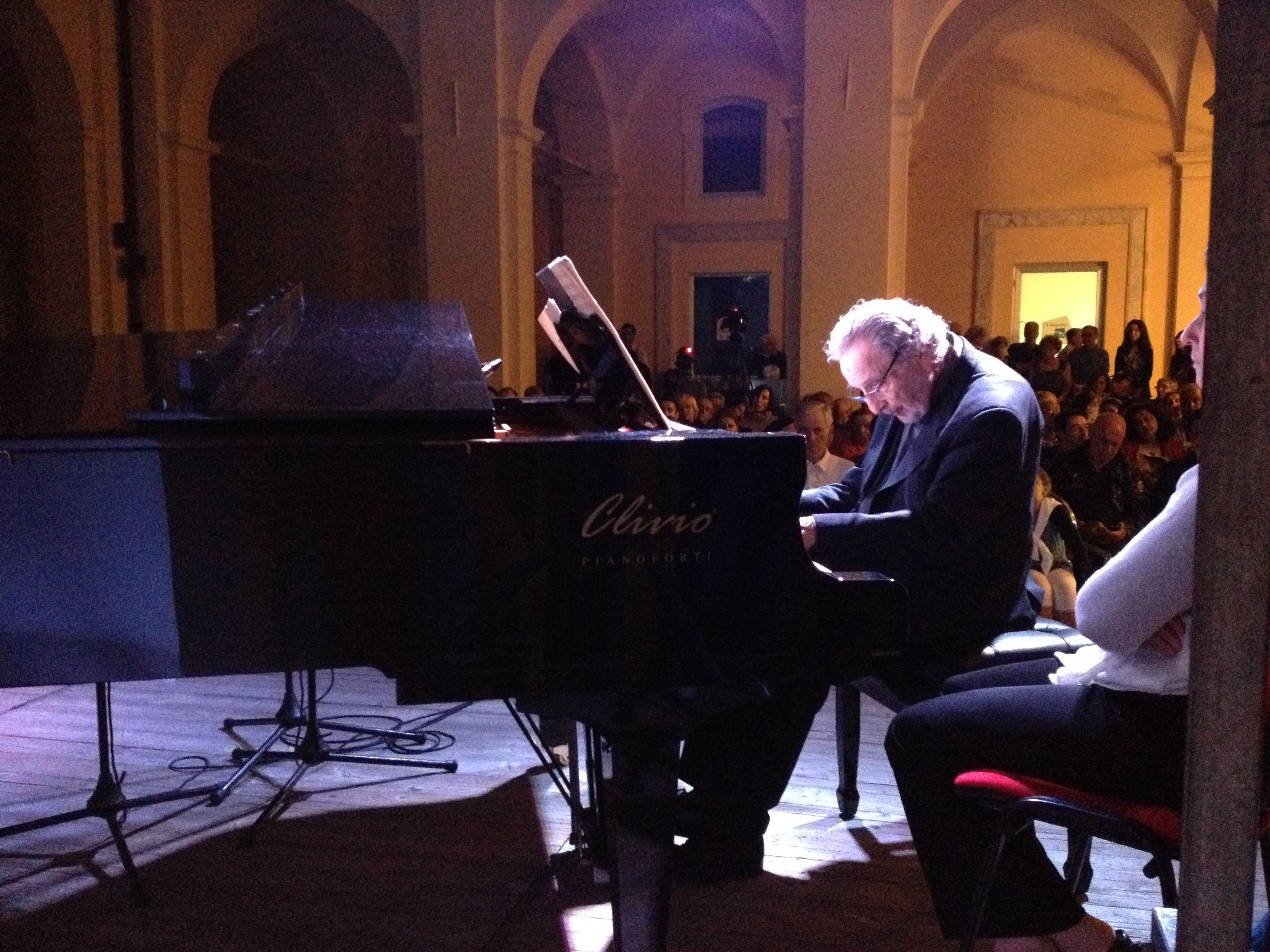
Luis Bacalov, 2014

Luis Enriquez Bacalov (* 30. August 1933 in Buenos Aires; † 15. November 2017 in Rom), auch bekannt als Luis Enríquez, war ein Oscar-ausgezeichneter argentinischer Pianist und Komponist, der insbesondere als Filmkomponist bekannt wurde.

## Karriere
Bacalovs Karriere begann in Italien, wo er wie auch Ennio Morricone bei RCA Records unter Vertrag stand. Mit Morricone verband ihn seitdem eine Freundschaft. Er komponierte unter anderem für Musiker wie Gianni Morandi, Dino oder Rita Pavone. Anfang der 1960er Jahre begann er als Arrangeur und Komponist beim Film zu arbeiten, unter anderem für Die Nackte mit Horst Buchholz und Bette Davis. Für Pasolinis Das erste Evangelium Matthäus war er 1967 (unter anderem neben Elmer Bernstein) für den Oscar nominiert, unterlag aber Ken Thorne. Während der 1960er und 1970er Jahre schrieb Bacalov die Musik zu zahlreichen Italowestern, neben Django mit Franco Nero in der Titelrolle unter anderem Drei Vaterunser für vier Halunken mit Lee Van Cleef, sowie den Titelsong für die Bud-Spencer-Westernkomödie Der Dicke in Mexiko. Für den Film Töte Amigo mit Klaus Kinski schrieb er die komplette Filmmusik, die Produzenten verwendeten jedoch aus Werbegründen lieber den bekannteren Namen Morricones.
Während der 1980er Jahre arbeitete Bacalov vor allem für Fernsehproduktionen. 1996 gelang ihm ein Comeback, als er für Der Postmann den Oscar für die beste Filmmusik gewinnen konnte, nachdem zuvor Morricone das Angebot ausgeschlagen hatte. 2003 verwendete Quentin Tarantino zwei Italowesterntitel von Bacalov für seine beiden Teile von Kill Bill, 2012 das Titellied von Django für seine Hommage an das Westerngenre, Django Unchained.
Bacalov schrieb auch klassische Stücke für Chöre und Orchester, unter anderem die Misa Tango, die 1999 in Rom mit Plácido Domingo als Tenor uraufgeführt wurde. Als Pianist oder Orchesterleiter arbeitete Bacalov ab 1962 u. a. auch mit Luigi Zito, Gato Barbieri (Desbandes, 1974) und mit Giovanni Tommaso (Third Step/Goodbye 900, 1998, u. a. mit Enrico Rava, Flavio Boltro, Paolo Fresu, Joe Lovano, Pietro Tonolo, Aldo Romano). Mit Giovanni Tommaso, Daniel Bacalov (Perkussion) und Ulises Passarella (Bandoneon) spielte er 2001 das Album Tango and Around (CAM Jazz) ein.

## Filmografie (Auswahl)
- 1963: Die Nackte (La noia)
- 1966: Django
- 1966: Töte Amigo (El chuncho, quien sabe?)
- 1966: Eine Frage der Ehre (Una questione d’onore)
- 1966: Rocco – der Mann mit den zwei Gesichtern (Sugar Colt)
- 1967: Zwei Särge auf Bestellung (A ciascuno il suo)
- 1967: Ein Halleluja für Django (La più grande rapina del West)
- 1968: La Bambolona – die große Puppe (La bambolona)
- 1968: La pecora nera
- 1968: Lo scatenato
- 1969: L’amica
- 1969: Blutiges Blei (Il prezzo del potere)
- 1969: Die Rechnung zahlt der Bounty-Killer (La morte sull’alta collina)
- 1969: Heißes Spiel für harte Männer (Rebus)
- 1969: I quattro del Pater Noster
- 1970: L’oro dei bravados
- 1970: Quadratur der Liebe (Cuori solitari)
- 1971: Lo chiamavano King
- 1971: Der Todesengel (La vittima designata)
- 1972: Drei Vaterunser für vier Halunken (Il grande duello)
- 1972: Milano Kaliber 9 (Milano calibro 9)
- 1972: Halleluja… Amigo (Si può fare… amigo!)
- 1972: Monta in sella, figlio di…
- 1973: Auf verlorenem Posten (La polizia è al servizio del cittadino?)
- 1973: Diamantenpuppe (L’ultima chance)
- 1973: Der Mann aus El Paso (Un hombre llamado Noon)
- 1973: Partirono preti, tornarono… curati
- 1975: Auge um Auge (La città sconvolta: caccia spietata ai rapitori)
- 1976: Abrechnung in San Franzisko (Gli esecutori)
- 1980: Fellinis Stadt der Frauen (La città delle donne)
- 1983: Entre Nous – Träume von Zärtlichkeit (Coup de foudre)
- 1991: Ein einfacher Fall (Una storia semplice)
- 1994: Der Postmann (Il postino)
- 1999: Der Liebesbrief (The Love Letter)
- 2006: Sea of Dreams
- 2007: Hotel Meina